# 佐川英治
佐川 英治（さがわ えいじ、1967年4月 - ）は、日本の歴史学者。専門は中国古代史。東京大学大学院人文社会系研究科東洋史学研究室教授。

## 人物・経歴
岡山県生まれ。1990年岡山大学文学部史学科卒業。 1992年大阪市立大学大学院文学研究科修士課程東洋史学専攻修了、修士（文学）。1994年から1996年まで武漢大学歴史系高級進修生。2001年大阪市立大学大学院文学研究科博士課程東洋史学専攻修了、博士（文学）。同年岡山大学文学部助教授。2006年岡山大学大学院社会文化科学研究科助教授。2007年岡山大学大学院社会文化科学研究科准教授。2010年東京大学大学院人文社会系研究科准教授。2017年東京大学大学院人文社会系研究科教授。専門は魏晋南北朝史などの中国古代史。

## 著作
- 『洛陽の歴史と文学』（編、岡山大学文学部プロジェクト研究報告書） 2008
- 『六朝・唐代の知識人と洛陽文化』（下定雅弘編、共著、岡山大学文学部） 2010
- 『洛陽学国際シンポジウム報告論文集 : 東アジアにおける洛陽の位置』（氣賀澤保規編、共著、明治大学大学院文学研究科） 2011
- 『中国古代都城の設計と思想 : 円丘祭祀の歴史的展開』（勉誠出版） 2016
- 『中国都市論への挑動』（大阪市立大学大学院文学研究科東洋史学専修研究室編、共著、汲古書院） 2016
- 『東アジア古代都市のネットワークを探る : 日・越・中の考古学最前線』（黄暁芬, 鶴間和幸編、共著、汲古書院） 2018
- 『多民族社会の軍事統治 : 出土史料が語る中国古代』（宮宅潔編、共著、京都大学学術出版会） 2018
- 『歴史の転換期』（木村靖二, 岸本美緒, 小松久男監修、共著、山川出版社） 2018
- 『古代東アジアの文字文化と社会』（角谷常子編、共著、臨川書店） 2019
- 『中国と東部ユーラシアの歴史』（杉山清彦共編著、放送大学教育振興会） 2020
- 『中華世界の再編とユーラシア東部 : 四～八世紀』（荒川正晴他編集委員、共著、岩波書店、岩波講座世界歴史6） 2022

## 監修
- 『ビジュアル大図鑑 中国の歴史』（東京書籍） 2022

## 出演
- NHK高校講座[5]